# Gazelle Football Club
Il Gazelle Football Club è una società calcistica ciadiana con sede a N'Djamena. Milita nella massima serie del campionato ciadiano di calcio.
Fondata nel 1972, gioca nello stadio Omnisports Idriss Mahamat Ouya. I colori sociali sono il bianco e il nero.

## Storia
Fondata il 16 maggio 1972, la squadra milita nella massima serie del campionato ciadiano di calcio dal 1973-1974.

## Palmarès

### Competizioni nazionali
- Campionato ciadiano: 3

2009, 2012, 2020
- Coppa di Ciad: 6

1973, 1974, 1997, 2000, 2001, 2012
- Coppa di Lega ciadiana: 6
- Supercoppa di Ciad: 2

### Altri piazzamenti
- Campionato ciadiano

Secondo posto: 1975, 1976, 1977, 1982, 1984, 2003, 2010

## Statistiche nelle competizioni CAF
- Coppa delle Coppe d'Africa: 4 partecipazioni

1994 - Turno preliminare
1998 - Turno preliminare
2001 - Primo turno
2002 - Primo turno
- Coppa della Confederazione CAF: 1 partecipazione

2005 - Turno preliminare
- CAF Champions League: 3 partecipazioni

2010 - Primo turno
2013 - Turno preliminare
2020-2021 - in corso

## Organico

### Rosa
Aggiornata al 22 ottobre 2016.
| N. |                 | Ruolo | Calciatore                 |
| -- | --------------- | ----- | -------------------------- |
| 1  | Ciad (bandiera) | P     | Oumar Yangoussou           |
| 2  | Ciad (bandiera) | C     | Abdoulaye Mht Abalaye      |
| 3  | Ciad (bandiera) | A     | Celestin Edouard Djembayel |
| 4  | Ciad (bandiera) | D     | Fabrice Djimhoue           |
| 5  | Ciad (bandiera) | D     | Felix Mbaihore             |
| 6  | Ciad (bandiera) | C     | Frederick Abboh            |
| 7  | Ciad (bandiera) | A     | Djamal Mahamat Saleh       |
| 8  | Ciad (bandiera) | A     | Beadoum Mondé              |
| 10 | Ciad (bandiera) | C     | Kayber Deindje Manga       |
| 11 | Ciad (bandiera) | A     | Ahmat Hassan Mahamat       |
| 12 | Ciad (bandiera) | C     | Amadou Djimet              |
| 13 | Ciad (bandiera) | C     | Emmanuel Banadji           |
| 14 | Ciad (bandiera) | C     | Doumnan Herman (capitano)  |
| 15 | Ciad (bandiera) | D     | Fignal N'Dibi Évariste     |

| N. |                    | Ruolo | Calciatore                 |
| -- | ------------------ | ----- | -------------------------- |
| 16 | Camerun (bandiera) | P     | Philemon Ghislain Mendouga |
| 17 | Ciad (bandiera)    | D     | Mahamat Djibrine           |
| 18 | Ciad (bandiera)    | C     | Loubandem Guiguiban Aime   |
| 19 | Ciad (bandiera)    | A     | Ahmed Evariste Medego      |
| 20 | Ciad (bandiera)    | D     | Maigue Abbas               |
| 21 | Ciad (bandiera)    | D     | Marcel Ninga Ndonane       |
| 22 | Ciad (bandiera)    | C     | Hubert Toroum              |
| 23 | Ciad (bandiera)    |       | Hassana Mht Chadara        |
| 24 | Ciad (bandiera)    | C     | Mahamat Adda "Abou Deco"   |
| 25 | Ciad (bandiera)    | C     | Aaron Daidansou            |
| 26 | Ciad (bandiera)    | A     | Amine Hyver                |
| 27 | Ciad (bandiera)    | C     | Abdel Aziz Makine          |
| 28 | Camerun (bandiera) |       | Amadou Mahamat             |
| 29 | Ciad (bandiera)    | A     | Livadi Dj. Duralex         |
| 30 | Ciad (bandiera)    | D     | Emmanuel N'Dadje           |